# Coeliccia rotundata
Coeliccia rotundata – gatunek ważki z rodziny pióronogowatych (Platycnemididae).